# Cometes melzeri
Cometes melzeri är en skalbaggsart som beskrevs av Santos-silva och Martins 2004. Cometes melzeri ingår i släktet Cometes och familjen långhorningar. Inga underarter finns listade i Catalogue of Life.